# Enda Kenny
Enda Kenny (Iers: Éanna Ó Coinnigh) (Castlebar, County Mayo, 24 april 1951) is een Iers politicus. Van 2011 tot 2017 was hij de premier van Ierland. Kenny is lid van de centrumrechtse partij Fine Gael, waarvan hij tussen 2002 en 2017 de politiek leider was.

## Biografie
Kenny is het derde kind van vijf in het gezin van Henry Kenny (1913-1975), die zelf lid was van het Ierse parlement van 1954 tot 1975. Na zijn opleiding in zijn geboorteplaats ging Enda Kenny studeren aan het St Patrick's College of Education in Dublin en het University College in Galway. Nadien werd hij leraar.

### Politieke loopbaan
Door het werk van zijn vader kwam Kenny al op jonge leeftijd in aanraking met politiek en net als hij sloot hij zich aan bij Fine Gael. Toen zijn vader in 1975 overleed, werd Kenny in een tussentijdse verkiezing verkozen om diens zetel in het Ierse parlement over te nemen. Hij was destijds 24 jaar oud en daarmee het jongste parlementslid (Teachta Dála). Naderhand werd hij nog vele malen herkozen en zou hij zijn zetel ruim vier decennia behouden, waarmee hij uiteindelijk het langst zetelend lid werd.
Van 1986 tot 1987 was Kenny toegevoegd minister van Jeugdzaken en Onderwijs. Later was hij minister van Toerisme en Handel in de Ierse regering van premier John Bruton (1994–1997).
Nadat Fine Gael bij de parlementsverkiezingen van 2002 een zwaar verlies leed en Michael Noonan aftrad als partijleider, werd Kenny gekozen als diens opvolger. Gedurende een aantal jaren was hij oppositieleider in Ierland, waarbij hij de voornaamste opponent was van de door Fianna Fáil geleide kabinetten van premiers Bertie Ahern en Brian Cowen. Bij de verkiezingen van 2007 wist Kenny een groot deel van de in 2002 verloren zetels weer terug te halen naar Fine Gael.

#### Premierschap
Nadat Ierland in een zware financiële crisis was beland, werden in februari 2011 opnieuw parlementsverkiezingen gehouden. Kenny leidde zijn partij naar een grote overwinning: Fine Gael kwam uit op 36% van de stemmen, steeg van 51 naar 76 zetels en werd daarmee voor het eerst de grootste partij van het land. In de hieropvolgende formatieonderhandelingen werd een coalitieregering gesmeed met de Labour Party van Eamon Gilmore. Tijdens de eerste zitting van de 31ste Dáil Éireann werd Kenny met 117 stemmen verkozen tot de nieuwe taoiseach, ofwel premier van Ierland. Er waren 27 tegenstemmen.
Bij de parlementsverkiezingen van 2016 bleef Fine Gael onder leiding van Kenny, ondanks een fors verlies, de grootste partij. De zittende regering verloor echter haar meerderheid, waarna Kenny onderhandelingen voerde met de grootste oppositiepartij Fianna Fáil. Uiteindelijk werd op 6 mei 2016 met gedoogsteun van Fianna Fáil een minderheidsregering gevormd, bestaande uit Fine Gael en onafhankelijken. Kenny werd zo de eerste premier van zijn partij die erin slaagde herkozen te worden.
In juni 2017 trad Kenny voortijdig af als partijleider en premier, omdat hij binnen zijn partij niet genoeg steun meer had. Minister Leo Varadkar volgde hem in beide functies op. Bij de verkiezingen van 2020 stelde Kenny zich ook niet meer herkiesbaar, waarna hij na ruim 44 jaar afscheid nam van het Ierse parlement.